# Albert Eggli

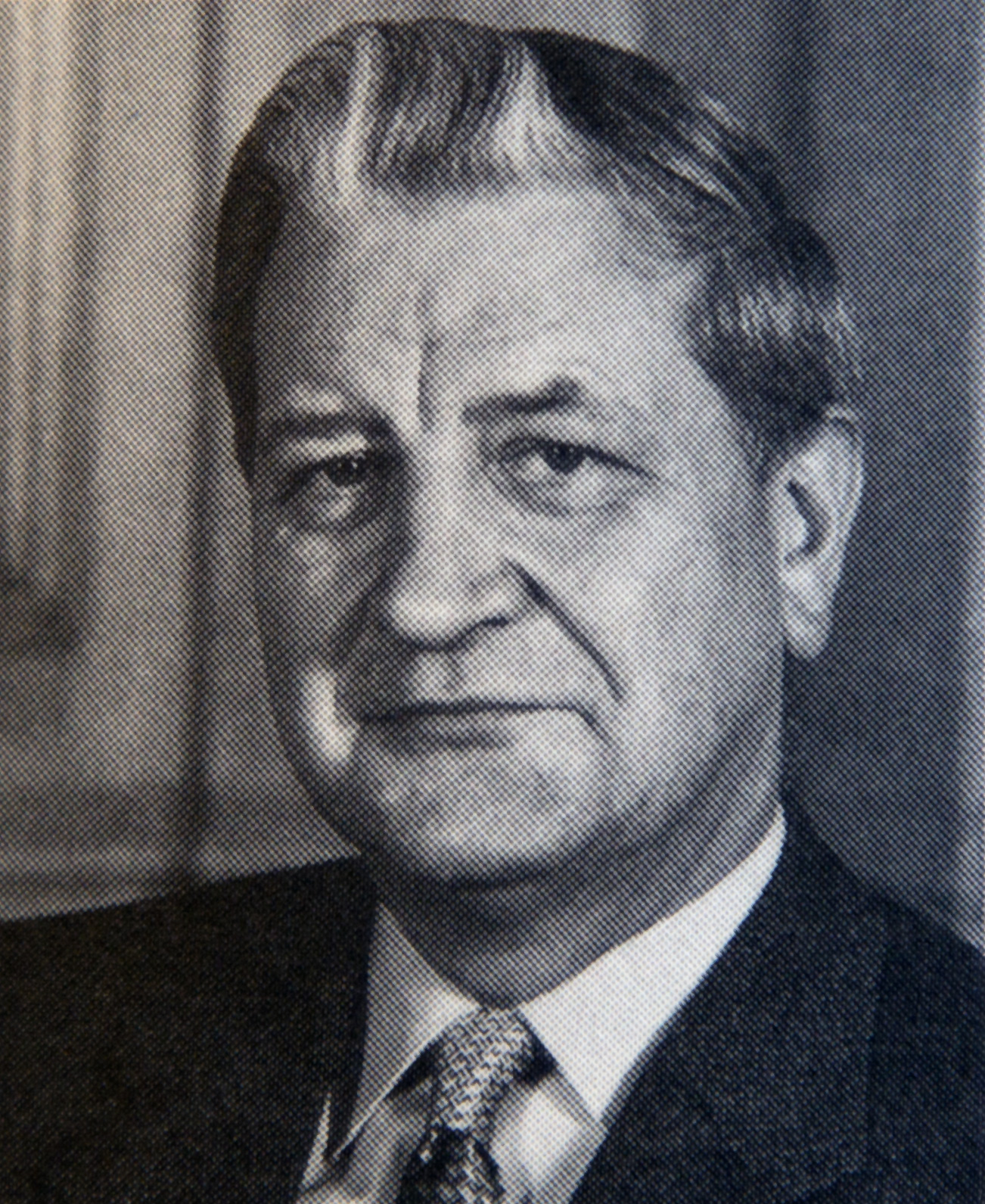
Albert Eggli

Albert Eggli (* 2. Mai 1932 in Zürich; † 27. Februar 2023; heimatberechtigt in Winterthur, Laufen-Uhwiesen und Zürich) war ein Schweizer Politiker (SP).

## Leben
Eggli besuchte von 1939 bis 1947 die Volksschule in Zürich und absolvierte danach eine Lehre als Lastwagenchauffeur. Im Jahr 1952 trat er der «Gewerkschaft Verkauf Handel Transport Lebensmittel» (VHTL) und der SP bei. Er war von 1956 bis 1961 Sekretär des VHTL in Olten, von 1961 bis 1968 in Winterthur und von 1968 bis 1970 als Zentralsekretär für den Transportsektor des VHTLs. Von 1959 bis 1971 sass er im Ausschuss des Schweizerischen Gewerkschaftsbund und von 1972 bis 1991 präsidierte er den Gewerkschaftsbund Winterthur.
Für die Sozialdemokratische Partei sass er von 1966 bis 1970 im Grossen Gemeinderat und anschliessend bis 1992 im Stadtrat von Winterthur. Von 1966 bis 1976 war er im Zürcher Kantonsrat, den er 1975/1976 präsidierte. Bei den Schweizer Parlamentswahlen 1975 wurde er in Nationalrat gewählt, dem er bis 1987 angehörte.
Eggli sass von 1992 bis 2002 im Verwaltungsrat der heutigen Swiss Life und präsidierte von Juni 1993 bis Juni 2005 die Pro Senectute Schweiz.